# Campeonato Sul-Mato-Grossense 1994
In 1994 werd het zestiende Campeonato Sul-Mato-Grossense gespeeld voor voetbalclubs uit de Braziliaanse staat Mato Grosso do Sul. De competitie werd georganiseerd door de Federação de Futebol de Mato Grosso do Sul en werd gespeeld van 27 februari tot 26 juni. Comercial werd kampioen. 

## Eerste fase
| Plaats | Club                     | Wed. | W  | G | V  | Saldo | Ptn. |
| ------ | ------------------------ | ---- | -- | - | -- | ----- | ---- |
| 1.     | Comercial                | 20   | 14 | 5 | 1  | 37:7  | 33   |
| 2.     | Dourados                 | 20   | 12 | 5 | 3  | 36:11 | 29   |
| 3.     | Pontaporanense           | 20   | 11 | 6 | 3  | 38:16 | 28   |
| 4.     | Operário de Campo Grande | 20   | 12 | 3 | 5  | 37:21 | 27   |
| 5.     | Naviraiense              | 18   | 7  | 6 | 5  | 19:17 | 20   |
| 6.     | Ivinhema                 | 18   | 6  | 5 | 7  | 22:28 | 17   |
| 7.     | Taveirópolis             | 20   | 5  | 5 | 10 | 24:30 | 15   |
| 8.     | Paranaibense             | 18   | 6  | 4 | 8  | 21:28 | 16   |
| 9.     | Maracaju                 | 19   | 3  | 6 | 10 | 14:30 | 12   |
| 10.    | Operário de Dourados     | 19   | 2  | 5 | 12 | 13:31 | 9    |
| 11.    | Treslagoense             | 18   | 1  | 3 | 14 | 14:49 | 5    |

|  | Geplaatst voor tweede fase |

## Tweede fase
In geval van gelijkspel won de club met het beste resultaat in de competitie. 
|  | Halve finale   | Halve finale   | Halve finale |   |           | Finale | Finale | Finale |
|  |                |                |              |   |           |        |        |        |
|  | Operário       | 1              | 1            |   |           |        |        |        |
|  | Comercial      | 1              | 3            |   |           |        |        |        |
|  | Comercial      | 1              | 3            |   | Comercial | 0      | 2      |        |
|  |                |                |              |   | Comercial | 0      | 2      |        |
|  |                | Pontaporanense | 0            | 1 |           |        |        |        |
|  | Pontaporanense | Pontaporanense | 0            | 1 | 1         | 1      |        |        |
|  | Pontaporanense |                |              |   | 1         | 1      |        |        |
|  | Dourados       | 0              | 1            |   |           |        |        |        |

### Kampioen
| Campeonato Sul-Mato-Grossense de 1994 |
| Mato Grosso do Sul                    |
| ------------------------------------- |
| COMERCIAL Kampioen (5° titel)         |